# 25 км железной дороги Мончегорск-Оленья
25 км железной дороги Мончегорск-Оленья — населённый пункт в Мурманской области. Входит в муниципальный округ город Мончегорск. Население 255 человек (2010). Назван по километровой отметке железной дороги Оленегорск — Мончегорск. В посёлке расположен военный аэродром Мончегорск.

## Население
Численность населения, проживающего на территории населённого пункта, по данным Всероссийской переписи населения 2010 года составляет 255 человек, из них 131 мужчина (51,4 %) и 124 женщины (48,6 %). В 2005 году в посёлке проживало 264 человека.